# I-59/I-159
I-59/I-159 — підводний човен Імперського флоту Японії, який взяв участь у бойових діях на початковому етапі Другої світової війни. Споруджений як І-59, корабель 20 травня 1942-го був перейменований на І-159, щоб звільнити нумерацію для нових крейсерських підводних човнів (так само вчинили щодо всіх субмарин KD типів).

## Довоєнна служба
І-59 належав до типу KD3 (підтип KD3B). Його спорудили у 1930 році на верфі ВМФ у Йокосуці та включили до 28-ї дивізії підводних човнів, у складі якої І-59 перебував і у грудні 1941-го.

## Перший похід
На момент вступу Японії у Другу світову війну І-59 проходив ремонт. Лише 31 грудня 1941-го човен вирушив з Кобе до Давао на південному узбережжі філіппінського острова Мінданао (це місто вже 20 грудня захопив японський десант), куди прибув 5 січня 1942-го.
10 січня 1942-го І-59 та ще один підводний човен вирушили з Давао в бойовий похід, маючи завдання спершу прикрити висадку в Менадо на північно-східному півострові острова Целебес (відбулася в ніч проти 11 січня). Далі маршрут човна пролягав на схід від Целебесу через Молуккське море та море Банда і в підсумку виводив до Індійського океану. Пройшовши південніше від Зондських островів, І-59 мав у підсумку обігнути Суматру та прибути в нещодавно захоплений Пенанг (на західному узбережжі півострова Малакка), який на найближчі кілька років стане базою японського підводного флоту для дій у Індійському океані.
20 січня 1942-го І-59 підійшов до острова Різдва (за три з половиною сотні кілометрів південніше від західної частини острова Ява). Тут він атакував норвезьке судно Eidsvold (4184 GRT), яке прийняло вантаж фосфоритів з місцевої копальні для доставки до Австралії та вже кілька діб відстоювалось в очікуванні поліпшення погоди. В якийсь момент на Eidsvold помітили торпеду, що пройшла повз корабель, та спробували перейти ближче до берега, де була батарея з однієї гармати. Втім, інша торпеда (всього з І-59 послідовно випустили шість торпед) влучила в судно, яке до ранку наступної доби розломилось на дві частини, які винесло на рифи.
26 січня 1942-го човен завершив похід у Пенанзі.

## Другий похід
21 лютого 1942-го І-59 вирушив у похід для бойового патрулювання в Індійському океані. 1 березня за дев'ять сотень кілометрів на південний схід від острова Цейлон (Шрі-Ланка) човен торпедував та потопив нідерландське пасажирське судно Rooseboom (1035 GRT), яке вийшло з Паданга на Суматрі та намагалось дістатись Коломбо. Унаслідок атаки загинуло близько 250 осіб, переважно британський військовий персонал, але також і численні цивільні особи.
12 березня 1942-го І-59 завершив похід у Пенанзі, а 22 березня — 1 квітня перейшов до японського порту Сасебо.

## Третій похід
19—26 травня 1942-го І-62 пройшов з Сасебо до атола Кваджелейн на Маршаллових островах, де на початковому етапі війни була значна база японського підводного флоту.
30 травня 1942-го, вже як І-159, човен вирушив у третій похід (в цей період з Кваджелейну в межах операції проти атола Мідвей вийшло багато японських субмарин). У ньому він не зміг поповнити свій бойовий рахунок і 21 червня прибув на Кваджелейн.
22 червня — 1 липня 1942-го І-159 здійснив перехід до Сасебо.

## Служба в Японії
У липні 1942-го, враховуючи вік корабля, його вирішили використовувати для навчальних цілей у військово-морському окрузі Куре.
У січні — лютому 1944-го І-159 брав участь у експериментах із маскувальним камуфляжним забарвленням, а також у випробуваннях магнітного детонатора для торпед.
На тлі дедалі глибшої кризи японської оборони в травні 1945-го розпочались роботи для залучення І-159 до можливого спротиву, для чого човен перетворили на носій двох керованих торпед «кайтен». Первісно його завданням було доправляти цю зброю до баз на Кюсю та Сікоку, проте з липня почались тренування по застосуванню «кайтенів» безпосередньо з І-159.
На початку серпня човен включили до бойової групи і в середині місяця він перейшов на спеціальну базу для підготовки рейду. 15 серпня 1945-го, вже після оголошення про капітуляцію, на борт І-159 прийняли «кайтени» та їхніх пілотів, а наступної доби він вийшов у рейд (є інформація, що ціллю була атака на радянське судноплавство в районі Владивостока, втім, І-159 пройшов через протоку Бунго до Філіппінського моря). 17 серпня, коли човен перебував біля східного узбережжя Кюсю, на його борту отримали чітку вказівку про припинення бойових дій, що призвело до повернення назад на базу.
1 квітня 1946-го I-159 був затоплений разом з кількома іншими трофейними підводними човнами в межах операції «Roads End».

## Бойовий рахунок
| Дата       | Назва     | Тип         | Тоннаж | Місце               |
| 20.01.1942 | Eidsvold  | вантажне    | 4184   | біля острова Різдва |
| 01.03.1942 | Rooseboom | пасажирське | 1035   | 0°15'N 86°50'E      |